# Aziz El-Shawan
Aziz El-Shawan (født 6. maj 1916 Kairo, Egypten, død 14. maj 1993) var en egyptisk komponist, dirigent, pianist og lærer. El-Shawan studerede komposition og direktion på Moskva musikkonservatorium hos Aram Khatjaturjan.
Han skrev fem symfonier, orkesterværker, operaer, kammermusik, instrumentalværker etc.
El-Shawan hører til de mest betydningsfulde komponister fra Egypten i det 20. århundrede. Han underviste mange af eftertidens komponister i Egypten.

## Udvalgte værker
- Symfoni nr. 1 (1946) - for orkester
- Symfoni nr. 2 (1962) - for orkester
- Symfoni nr. 3 "Udvisning af Hyksos" (1964) - for orkester
- Symfoni nr. 4 "Abu Simbel" (1965) - for orkester
- Symfoni nr. 5 "Oman" (1984) - for orkester
- Isis og Osiris (1972)  - ballet
- Overture "Antar" (1947) - for orkester
- "Glemt eksistens" (1977) - opera
- "Andalusisk fantasi" (1950) - for orkester
- "Tørst, åh piger" (1954) (Symfonisk digtning) - for orkester